# Kandt-Haus-Museum
Das Kandt-Haus-Museum (englisch: Kandt House Museum), das früher als Naturkundemuseum (Kandt House Museum of Natural History) bekannt war, befindet sich in der ruandischen Hauptstadt Kigali im Sektor Gitega des Distrikts Nyarugenge.

## Geschichte
1907 wurde dieser Ort von dem deutschen Residenten (Administrator) Richard Kandt unter dem Namen Nyarugenge als Kolonialhauptstadt Ruandas ausgewählt. Der Name wurde 1908 in Kigali geändert, da er für die Kolonialisten zu schwer auszusprechen war. Der Name Kigali wurde jedoch von König Cyirima I. im 15. Jahrhundert durch die Benennung des heute als Mount Kigali bekannten Berges geprägt. Nach der Idee von Richard Kandt und anderen kolonialen Militärs begannen die Ruander mit dem Bau von Verwaltungsgebäuden, darunter auch das heutige Museumsgebäude aus dem Jahr 1908. Es ist das einzige noch erhaltene historische Gebäude aus dem Jahr 1908.

## Museum
2003 konnte das Gebäude mit Finanzmitteln des deutschen Auswärtigen Amts und des Landes Rheinland-Pfalz vor dem Abriss bewahrt werden. Im Jahr 2004 wurde es renoviert und in ein Naturkundemuseum umgewandelt. Die Naturkundeausstellung wurde jedoch später in das Umweltmuseum in Kibuye verlegt. Sie umfasste unter anderem Tierpräparate von heimischen Vögeln, Reptilien und Säugetieren. Am 17. Dezember 2017 änderte das Museum seinen Namen zum 150. Geburtstag Richard Kandts in Kandt House Museum, mit einer neuen Ausstellung, die die Geschichte Ruandas vor und während der deutschen Kolonialisierung zeigt. Auch das Leben und Wirken von Richard Kandt wird im Museum beleuchtet. Die Außenanlagen wurden ebenfalls renoviert und um ein überdachtes Museumscafé ergänzt. Das Museum umfasst zudem als Überbleibsel der Naturkundeausstellung einige Tierhäute sowie lebende Reptilien wie ein Nilkrokodil, Schlangen wie die Schwarze Mamba, Nördlicher Felsenpython, Kobras und anderen Arten, die in Ruanda vorkommen.
Im Museum werden auch temporäre Ausstellungen untergebracht. Ende 2019 wurde beispielsweise für sechs Wochen vom 15. November bis 31. Dezember die Ausstellung Future Africa Visions in Time (FAVT) gezeigt, die um Werke ruandischer Künstler ergänzt wurde.
Das Kandt-Haus-Museum unterstand zunächst dem Institute of National Museums of Rwanda (INMR). 2020 wurde das Institut mit der Rwanda Academy of Language and Culture und den Rwanda Archives and Library Services zur Rwanda Cultural Heritage Academy („Akademie für das kulturelle Erbe Ruandas“) zusammengeschlossen.

Bilder des Museumsgeländes
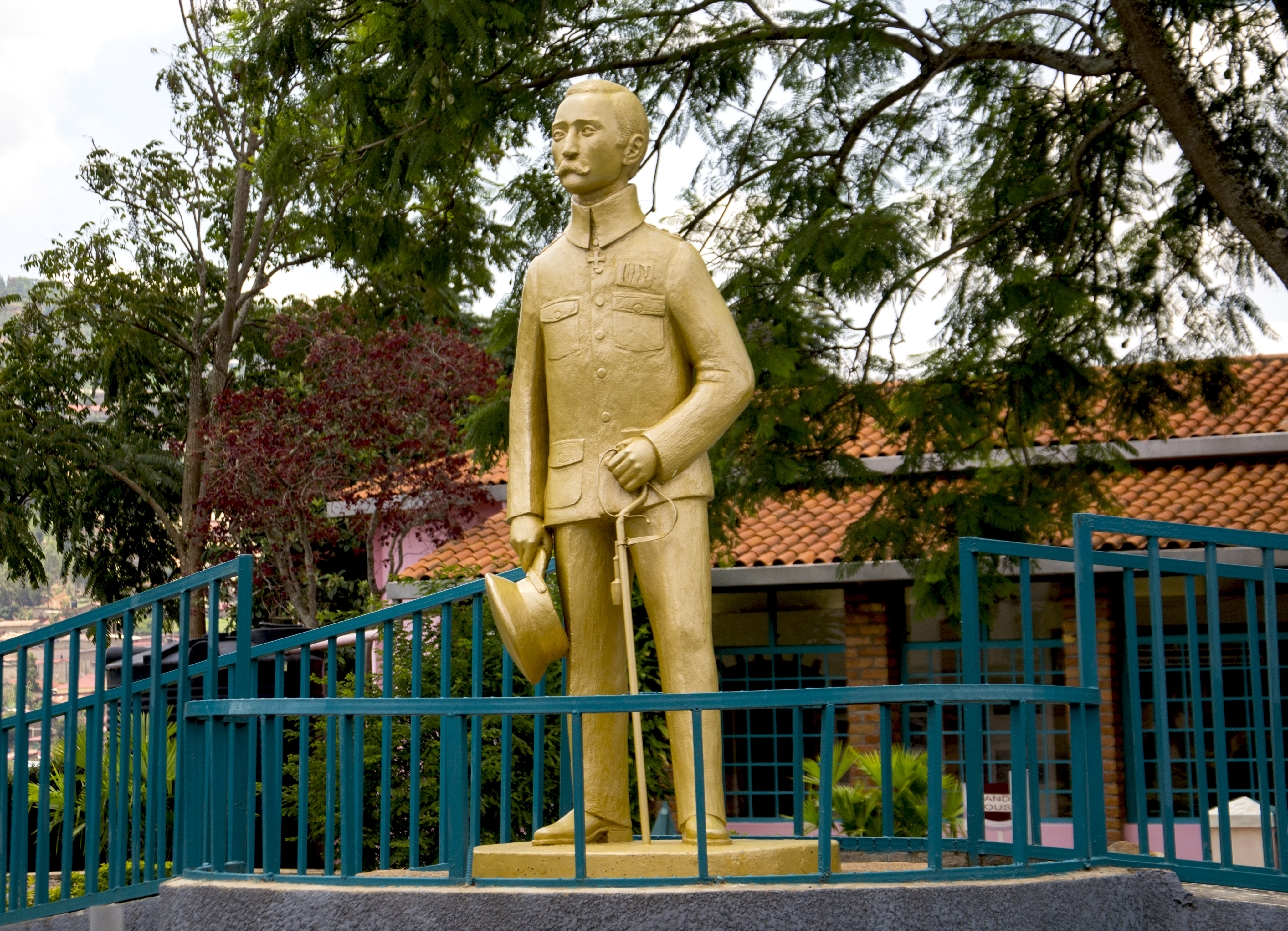
Statue von Richard Kandt vor dem Museum
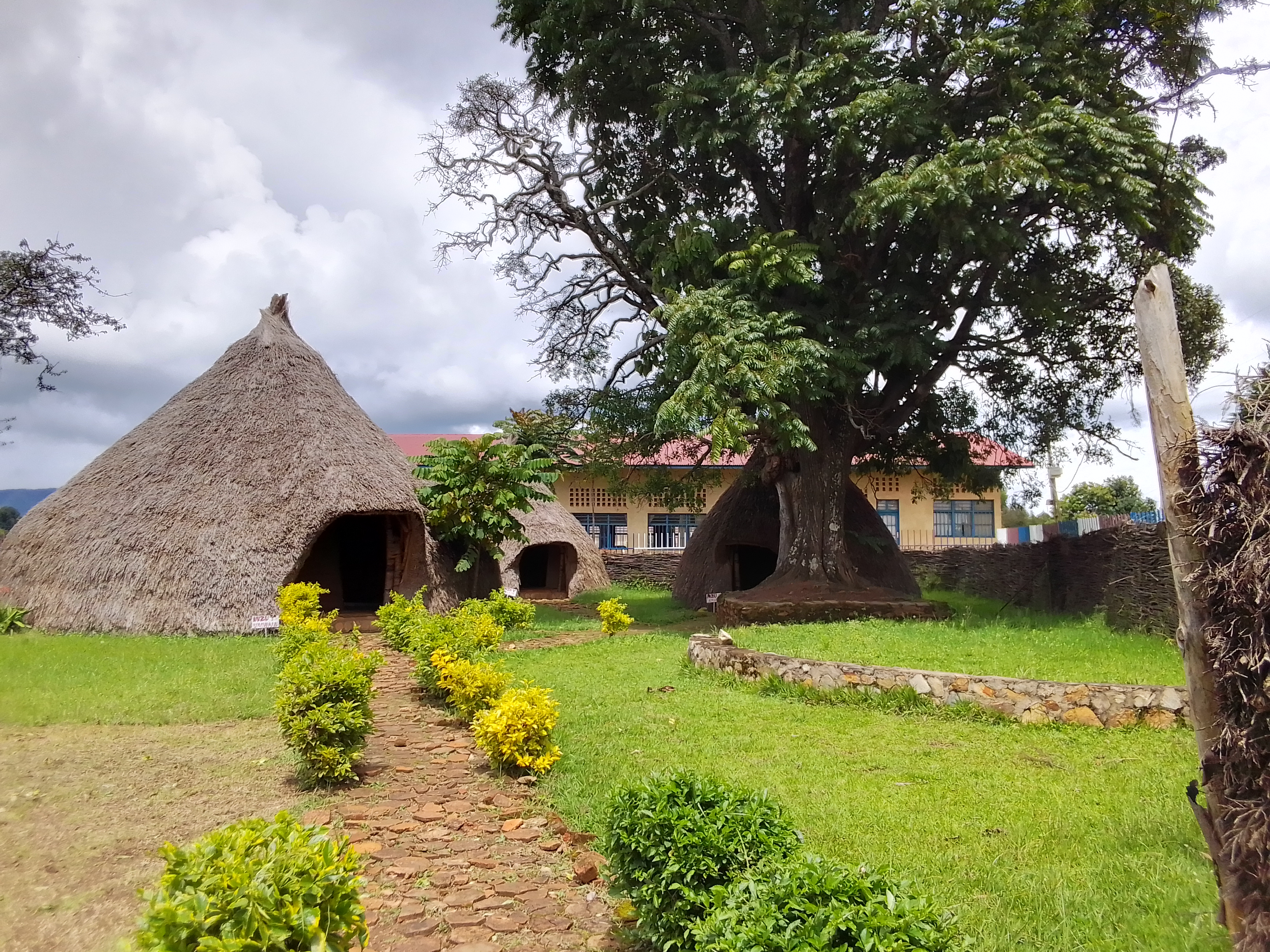
Traditionelle Hütten auf dem Museumsgelände
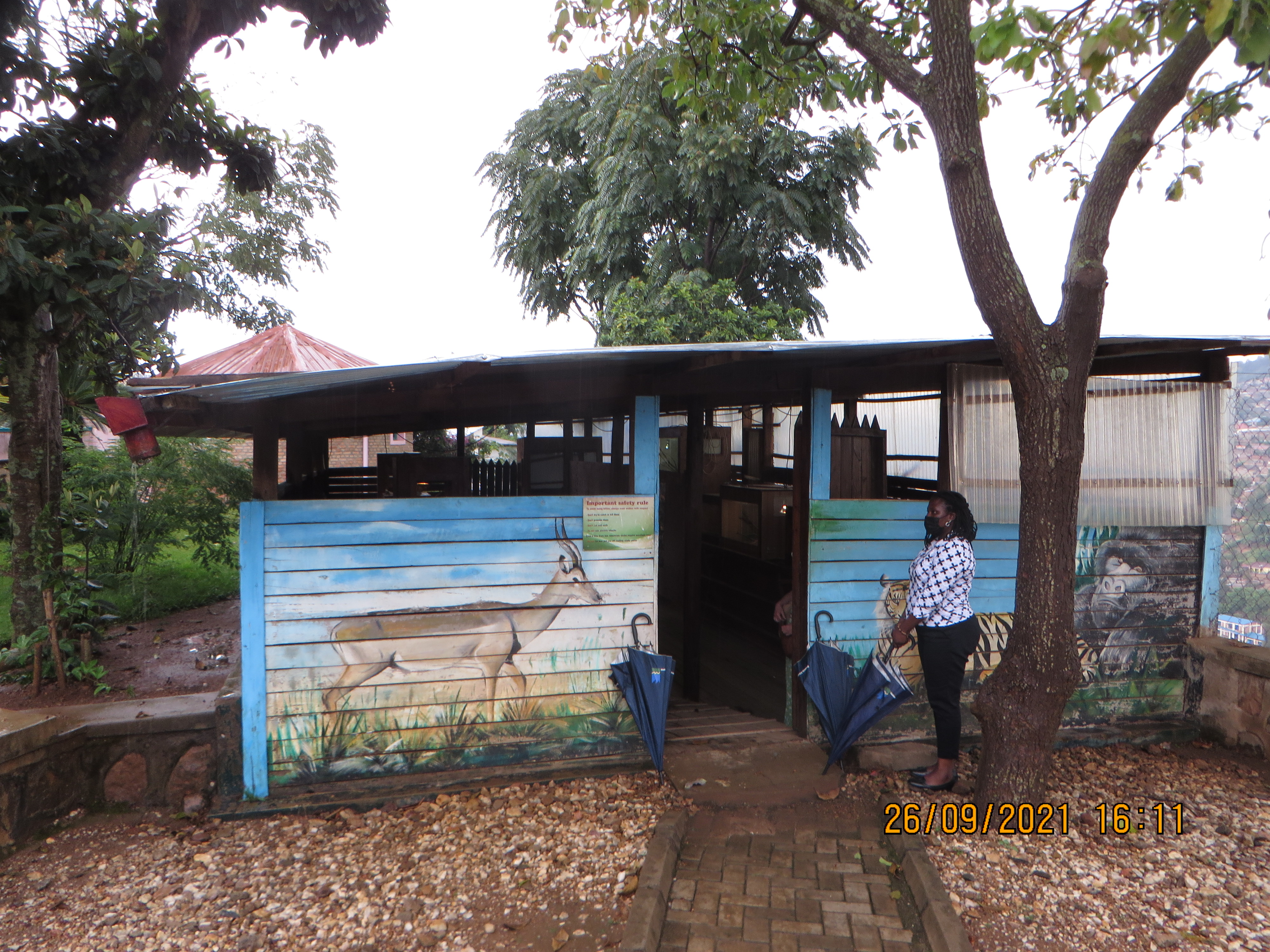
Außenanlage mit Reptilien
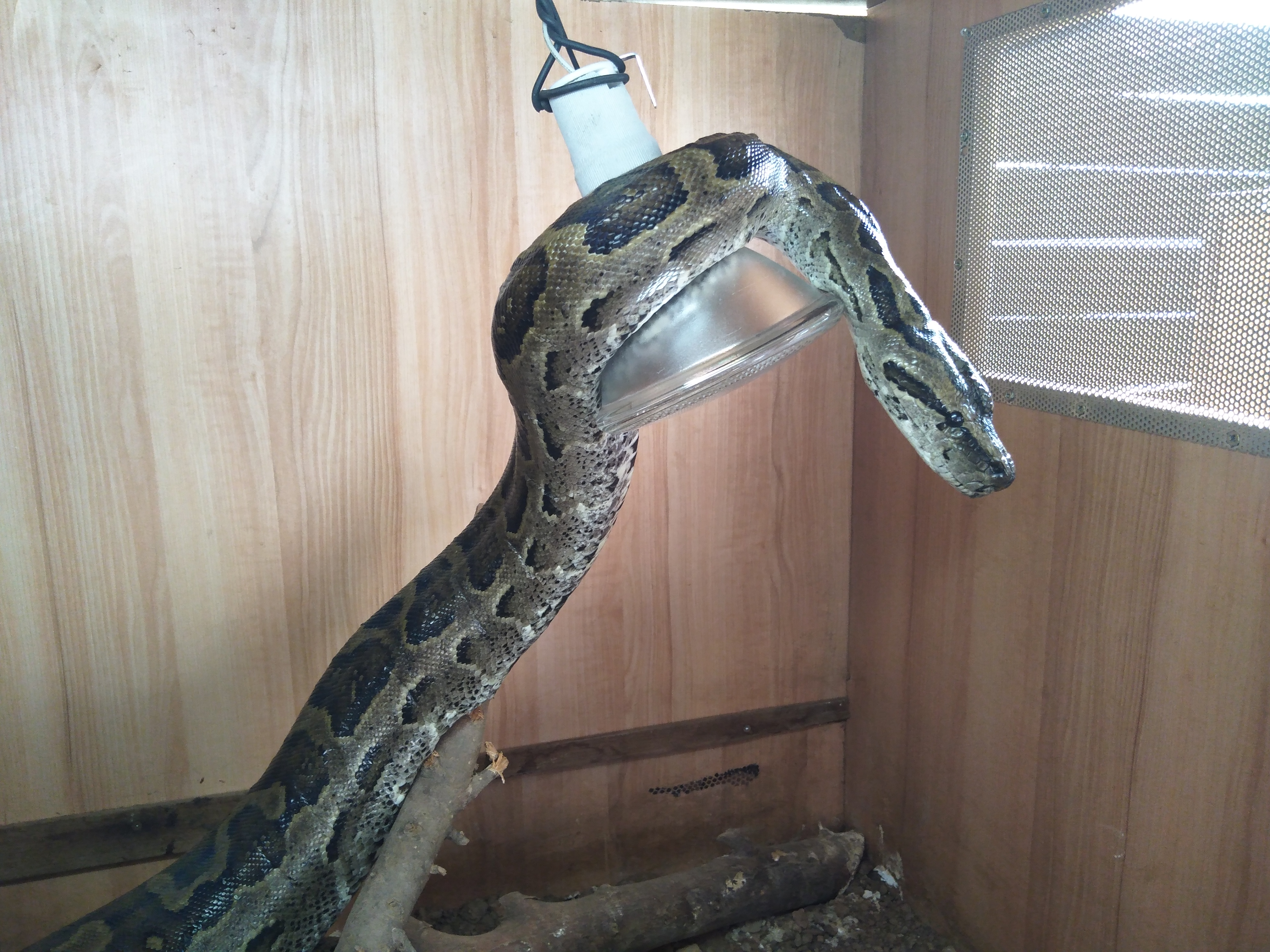
Nördlicher Felsenpython